# Kutxa (reialme)

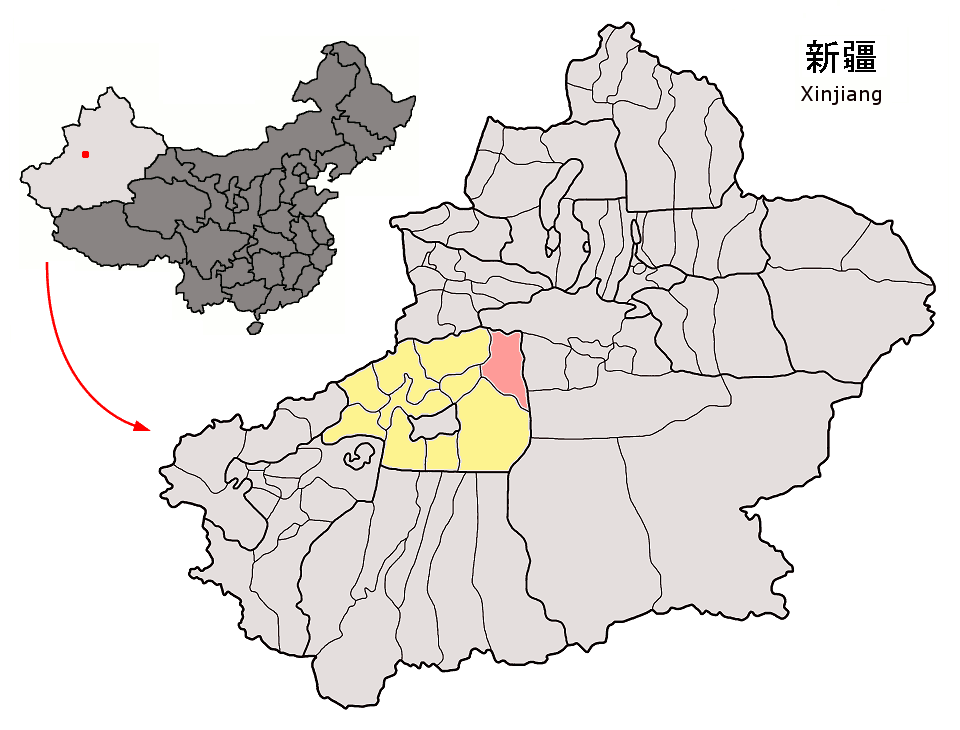
Localització de Kutxa dins de Xinjiang amb el comtat de Kutxa en rosa, i la prefectura d'Aksu en groc

Kutxa o Kutxe (també Kuçar, Kuchar, en uigur كۇچار, en xinès simplificat 库车, tradicional 庫車, en pinyin Kùchē, romanitzat també com a Qiuzi, Qiuci, Chiu-tzu, Kiu-che, Kuei-tzu, en sànscrit Kucina, en tibetà Kutsahiyui) fou un regne budista de l'Àsia central a la conca del Tarim, al modern Xinjiang (Xina). A Kutxa es parlava una llengua indoeuropea amb afinitats amb l'hitita, l'armeni i l'eslau, probablement derivat del seu poblament pels escites. Regne independent sota influència dels xiongnu al segle i aC, després es va produir la introducció dels xinesos.

## Història
L'establiment xinès a la conca del Tarim va rebre un gran impuls amb l'emperador Xuandi (Liu Xun) (74-49 aC). El 64 aC els xinesos van evacuar Turfan que immediatament va passar sota control xiongnu, però els xinesos el van recuperar el 60 aC per obra de Txeng Ki que va establir la seva residència a Wu-lei, entre Qarashahr i Kudjha, amb un camp militar a Kiu-li, al sud de Qarashahr. La divisió dels xiongnu va afavorir la consolidació del domini xinès fins a la caiguda de la dinastia Han, amb la guerra civil (8 a 25). Llavors el chan-yu Hing-nu (Ulonoti) va aprofitar per introduir-se al Tarim. Després de l'any 25 els Han posterior van començar a restablir el protectorat sobre el Tarim aprofitant lluites entre els xiongnu. El 46 Kudjha fou sotmesa per Kaixgar. Vers el 48 la Xina havia restablert el protectorat sobre Kaixgar i Kudjha (en xinès Kieu-tseu) i altres regnes, però amb un domini distant, car Kaixgar exercia una hegemonia regional i dominava també Fergana i Khotan. Vers la fi del regnat del rei Hien de Kaixgar (33-61), fou derrotat per una coalició d'enemics revoltats, i Kudjha es va posar sota protecció dels xiongnu. Hien va morir en lluita contra el rei de Khotan, Kuang Tu, que es va apoderar de Yarkand i va establir l'hegemonia al sud, mentre al nord, l'any 73 el rei de Kudjha, Kien, es va apoderar de Kaixgar i es va fer amb l'hegemonia.
La dominació xinesa fou consolidada per diversos emperadors entre el 58 i el 105. Vers el 74 Kuang-tu de Khotan es va sotmetre a la Xina i amb això va quedar dominada també la Kashgària. El 75 es va produir una revolta general contra els xinesos (poc abans de la mort de l'emperador que va morir aquell mateix any). Els xiongnu li van donar suport. Els reis de Kudjha i Aksu van assetjar al general xinès Ban Chao al Kaixgar; el xinès va resistir durant un any. Finalment l'emperador va ordenar als generals Ban Chao i Keng Kong d'evacuar el Tarim.
Ban Chao va intuir que si deixava el país en mans dels xiongnu era la mateixa Xina la que estava en perill i quan va arribar a Khotan (en retirada) va retornar a Kaixgar que havia caigut en mans de Kudjha (regne aliat dels xiongnu). Els caps locals foren executats i el domini xinès restaurat. El 78, amb soldats reclutats al Regne de Khotan, Sogdiana i Kaixgar, es va apoderar d'Aksu i d'Utx Turfan. Ban Chao va escriure a l'emperador per justificar la seva acció. En les cartes parla de la importància d'ocupar els 36 regnes de l'Àsia central per tallar el camí dels xiongnu. L'any 88 Ban Chao es va presentar a Yarkand que havia rebut ajut de Kudjha i havia reunit 50.000 homes contra molts menys el xinès, però el general va obtenir la victòria.
Restaven rebels només els reis de Kudjha i de Qarashahr, que es van aliar als indoescites que llavors estaven governats per Kadfises II, i estava enemistat amb Xina perquè no havia pogut obtenir la mà d'una princesa xinesa. Kadfises va enviar un exèrcit cap al nord-est del Pamir, però Ban Chao els va tallar els subministraments i els va obligar a retirar-se. Els kusana o kushana van canviar en la seva política i van tornar a la seva tradicional amistat amb Xina (90). Mancat de l'ajuda dels xiongnu el rei de Kudjha, i els seus aliats d'Aksu i Utx Turfan es van sotmetre a Ban Chao (91) que va rebre de l'emperador el títol de "Protector general" equivalent a virrei de l'Àsia central i va establir residencia a To Kien (prop de Kudjha), mentre un altre general es va establir a Kaixgar.
Ban Chao es va jubilar el 102 i va tornar a la Xina on va morir el mateix any. Els seus successors no van ser tan afortunats i la seva política va provocar la revolta general el 106. El general Leang Kin fou assetjat a Kudjha però va poder derrotar els revoltats, però el 107, davant la continuïtat de la revolta, la cort imperial va cridar a totes les guarnicions amenaçades (Louktxun i Yi-wou).
Pan Yong, fill de Ban Chao, va restaurar l'obra paterna: el 123 va instal·lar una colònia militar a Louk txun o Leiu txong prop de Turfan; el 124 el rei de Txan-txan es va sotmetre, i van seguir els reis de Kudjha i d'Aksu; amb l'ajuda dels sotmesos va ocupar Turfan. El 127 va entrar a Qarashahr.
Durant els següents anys hi va haver pau, i els xinesos van mantenir el seu control. el 170 els generals xinesos disposaven de contingents de tots els regnes del Tarim i intervenien als conflictes locals. La situació de dependència es va mantenir al segle iii. Després el regne va conservar la lleialtat als regnes successors, però la influència xinesa va desaparèixer al començament del segle v. El 448 el general Wan Tou-kuei de la dinastia Wei va imposar tribut a Qarashahr i a Kuldjha. La influència Wei va durar fins al començament del segle vi.
Kudjha fou governada al segle VI (i potser ja el V) per una dinastia anomenada Swarna (sànscrit Suvarna, xinès Sou-fa) que vol dir "família d'or". El rei Pou-che (sànscrit Suvarna Puchpa, és a dir "Flor d'or") va fer homenatge a l'emperador xinès Yang el 618, però després es va acostar als turcs occidentals. El seu fill Tie (sànscrit Suvarna Deva, kudjhà Swarnatep, que vol dir "lloc d'or") era un budista fervent de la tendència del petit vehicle (hinayama); va acollir al peregrí xinès Hiuan-tsnag el 630 (que era budista de la tendència del gran vehicle (mahayana). El mateix 630 va anar a la Xina a retre homenatge a l'emperador T'ai-tsong.
Vers el 640, seguint la tendència general, es va aliar als Turcs occidentals (o T'ou-kiue) i el 644 va refusar pagar el tribut degut a l'emperador i va ajudar a Qarashahr en la seva revolta. El 644 es va rebel·lar obertament i es va aliar amb Qarashahr. Va morir abans de la represàlia xinesa (646) i el va succeir el seu germà Ho-li-Pou-che-pi (sànscrit Hari Pushpa, "flor divina") que el 647 va enviar un ambaixador a la Xina a oferir la seva lleialtat (647) però no fou escoltat i el general A-che-na Cho-eul, un turc al servei dels Tang, va anar a la regió amb soldats xinesos, turcs i tolach (uigurs) i va derrotar a les tribus turques aliades de Kudjha que podien donar suport al regne (els tch'ou-yue que vivien a la regió de Kou-tch'eng o Kucheng, i els tch'ou-mi que vivien a la regió del Manas) i tot seguit va baixar cap a Kudjha. El rei Ho-li Pou-che-pi va sortir de la ciutat amb les seves forces i A-che-na Chö-eul va fingir recular i el kudjhans els van perseguir i es van endinsar en el desert on foren derrotats. El general guanyador va entrar a Kudjha mentre el rei Ho-li Pou-che-pi va fugir més a l'est a Aksu (Aqsu o Po-huan) on fou assetjat i finalment capturat; en aquell moment un notable local de Kudjha (en xinès és anomenat Na-li) que havia anat a buscar reforços a terres dels turcs occidentals, va tornar imprevistament amb soldats turcs, va sorprendre els xinesos i va matar el general Kou Hiao-k'o, un dels caps de les forces xineses i conqueridor de Qarashahr. A-che-na Chö-eul va passar a l'ofensiva i va actuar sense pietat: onze mil turcs i kudjhans foren morts decapitats, cinc grans ciutats destruïdes i una onada de terror es va estendre per l'Àsia central (648). El rei presoner Ho-li Pou-che-pi fou dut a Changngan davant l'emperador. Un yabghou (príncep) germà seu fou col·locat al tron però sota una estreta vigilància xinesa i un germà seu, fidel dels xinesos, fou col·locat al tron però estretament controlat. L'aristocràcia indoeuropea que fins llavors havia governat, ja no es va recuperar
El 670, sota l'emperador de la Dinastia Tang Kao-tsong, el regne fou conquerit pels tibetans i no fou recuperat per la Xina fins al 692 durant el regnat de l'emperadriu Wu Heou (o Wu Tsö-t'ien), viuda de l'anterior.
Els xinesos van dominar el país fins que foren substituïts pels uigurs després de la batalla del Talas el 751.